# Nephrology Dialysis Transplantation
Nephrology Dialysis Transplantation, abgekürzt Nephrol. Dial. Transplant. bzw. NDT, ist eine wissenschaftliche Fachzeitschrift, die vom Oxford-University-Press-Verlag im Auftrag der European Renal Association und der European Dialysis and Transplant Association veröffentlicht wird. Die Zeitschrift erscheint mit 12 Ausgaben im Jahr. Es werden Arbeiten veröffentlicht, die sich mit allen Aspekten der Nephrologie, Dialyse und Transplantation beschäftigen.
Der Impact Factor lag im Jahr 2014 bei 3,577. Nach der Statistik des ISI Web of Knowledge wird das Journal mit diesem Impact Factor in der Kategorie Urologie und Nephrologie an elfter Stelle von 76 Zeitschriften und in der Kategorie Transplantation an siebenter Stelle von 25 Zeitschriften geführt.